# S/2003 J 23
S/2003 J 23 là một vệ tinh tự nhiên của Sao Mộc. Nó được phát hiện bởi một nhóm các nhà thiên văn học từ Đại học Hawaii do Scott S. Sheppard dẫn dầu vào năm 2004 từ những bức ảnh chụp năm 2003.
S/2003 J 23 có đường kính khoàng 2 km, và quay quanh Sao Mộc ở khoảng cách trung bình 22.740 Mm trong 700.538 ngày, có độ nghiêng quỹ đạo là 149° so với hoàng đạo (149° so với xích đạo của Sao Mộc), chuyển động ngược và có độ lệch tâm quỹ đạo là 0.3931.
Nó thuộc nhóm Pasiphae, các vệ tinh dị hình chuyển động nghịch hành quanh Sao Mộc ở khoảng cách từ 22,8 - 24,1 Gm và với độ nghiêng nằm trong khoảng 144,5° - 158,3°.

Hoạt ảnh của hình ảnh khám phá được chụp vào ngày 6 tháng 2 năm 2003

Hình ảnh Recovery của S/2003 J 23 được chụp bởi CFHT vào ngày 24 tháng 2 năm 2017

Vệ tinh này hiện được coi là bị mất tích cho đến cuối năm 2020, khi nó được Sheppard và nhà thiên văn nghiệp dư Kai Ly phục hồi một cách độc lập. Sự phục hồi của vệ tinh này được công bố bởi Minor Planet Center vào ngày 13 tháng 1 năm 2021, trong khi các quan sát phục hồi bổ sung của Sheppard sau đó được công bố vào ngày 27 tháng 1 năm 2021.